# ノーマン・デイヴィス (外交官)

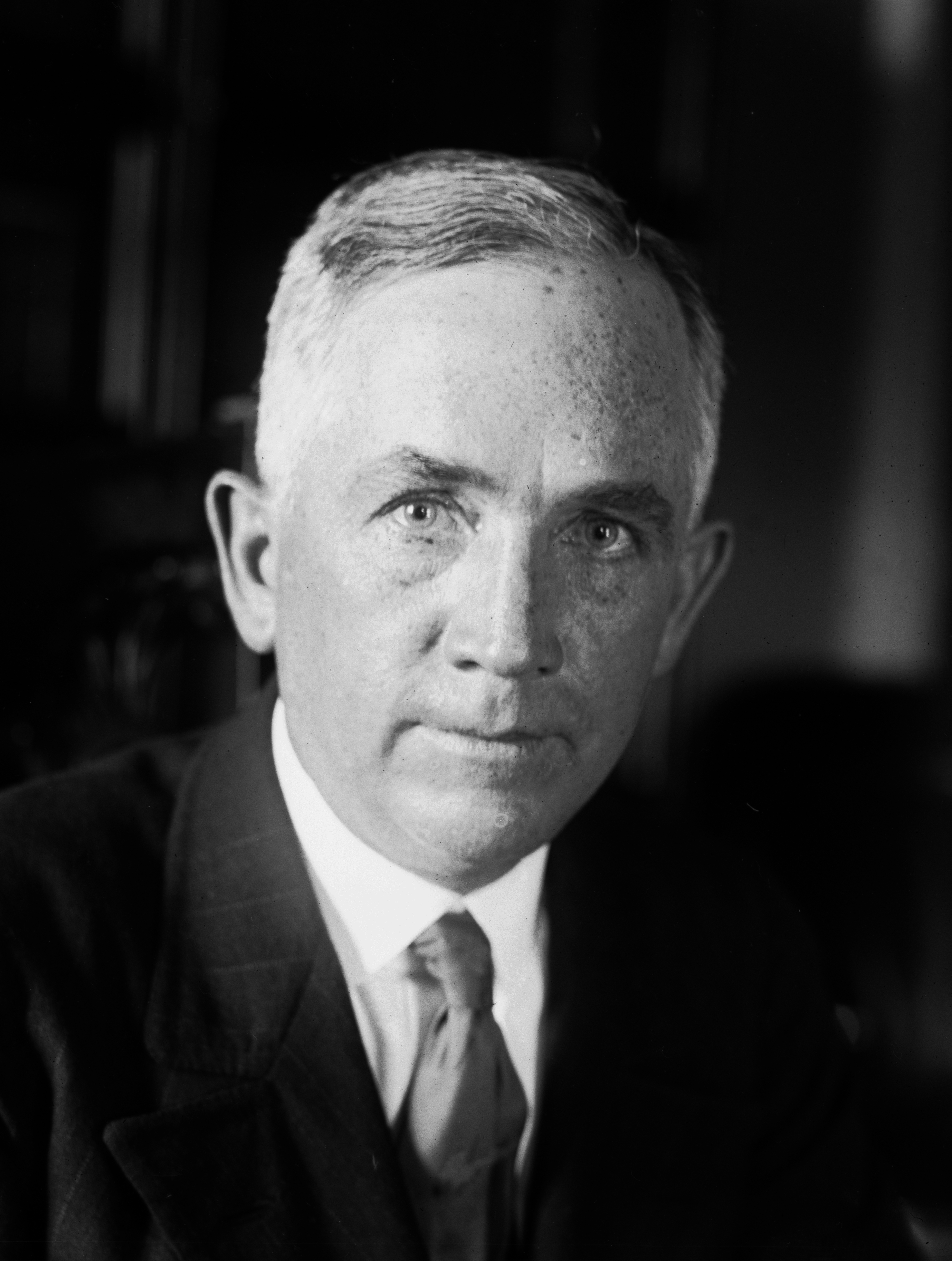
ノーマン・デイヴィス

ノーマン・ヘゼカイア・デイヴィス（Norman Hezekiah Davis, 1878年8月9日 - 1944年7月2日）は、アメリカ合衆国の実業家、外交官。ウッドロウ・ウィルソン政権で財務次官補と国務次官を務めた。

## 生い立ちと初期の経歴
1878年8月9日、デイヴィスはテネシー州ベッドフォード郡において誕生した。デイヴィスはキューバにおいて金融取引と砂糖交易を行い、財を築いた。デイヴィスは1905年から1917年まで Trust Company of Cubaを経営した。

## 政治と外交

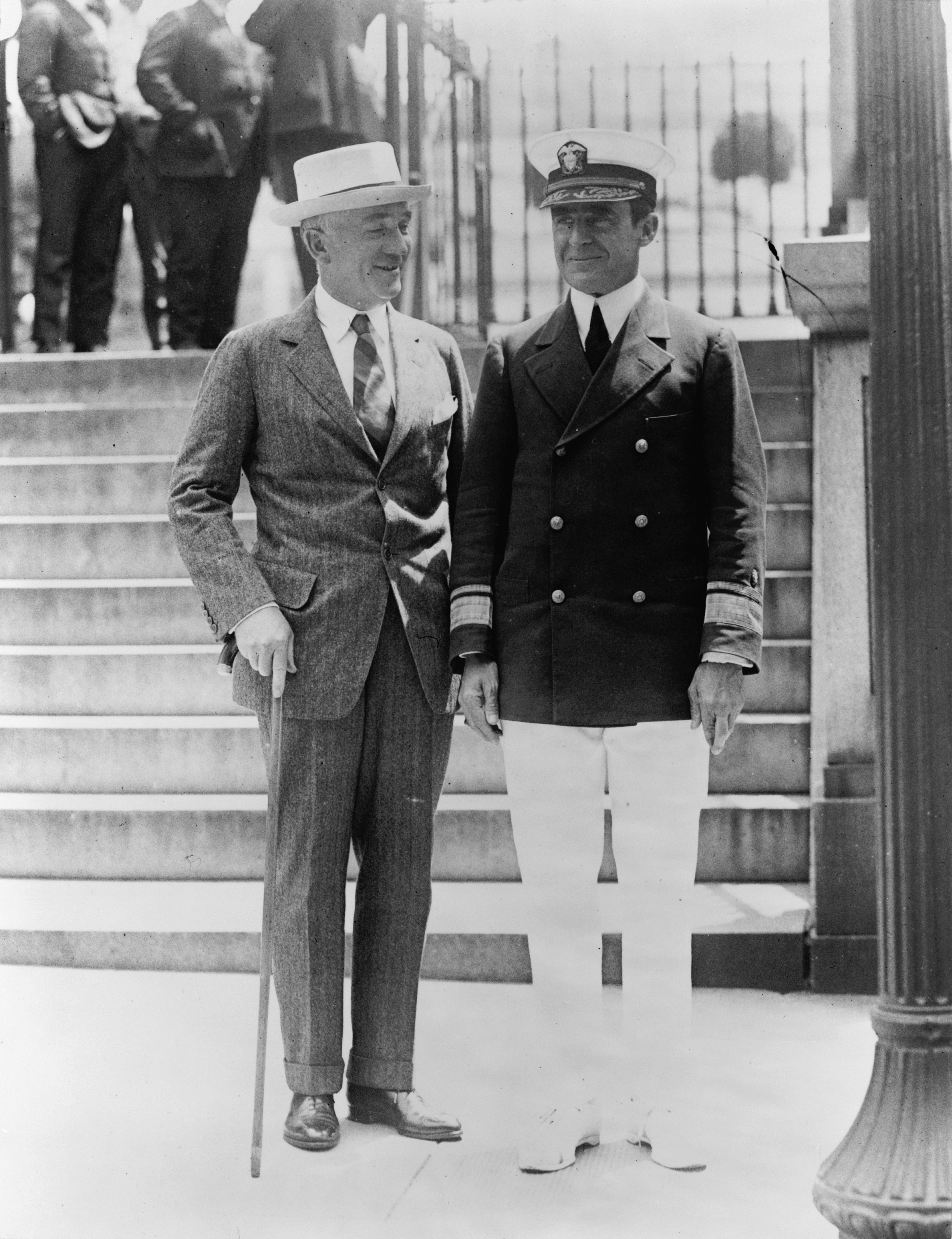
デイヴィスとケアリー・グレイソン

ウッドロウ・ウィルソン政権下の1918年、デイヴィスは公務員となり、その後の生涯を政府諸機関で過ごした。デイヴィスは最初にイギリスとフランスで経済外交官として勤務した。
パリ講和会議には外交官として参加し、ヴェルサイユ条約のうち、231条（戦争責任条項、英: War Guilt Clause）作成にジョン・フォスター・ダレスと共に携わった。
続いて1919年から1920年まで財務次官補、1920年から1921年まで国務次官を務めた。国際連盟では、1924年のクライペダ・コンヴェンションを主導。デイヴィスは1927年にジュネーブ国際経済会議に、1932年にジュネーブ軍縮会議に、それぞれアメリカ代表として出席した。また1936年から1944年まで、外交問題評議会議長を務めた。

## 赤十字での活動
1920年、アメリカ赤十字社の中央委員会は、デイヴィスを顧問役員として迎え入れた。1938年、フランクリン・ルーズベルト大統領は、デイヴィスをケアリー・トラヴァーズ・グレイソンの後任としてアメリカ赤十字社会長に任命した。また同年、デイヴィスを国際赤十字でも会長に就任した。デイヴィスはアメリカ赤十字社と国際赤十字において、死の直前まで指導的役割を担い続けた。
第二次世界大戦が開戦し、アメリカが参戦すると、赤十字社に参加するボランティアの数は飛躍的に増加していった。デイヴィスは戦争に巻き込まれた民間人の犠牲者や戦争捕虜に対する、包括的な救援プログラムを開始した。デイヴィスは赤十字社において、献血などの新たな医療支援活動を導入した。
1944年7月2日、デイヴィスは脳出血により死去した。

## 家族

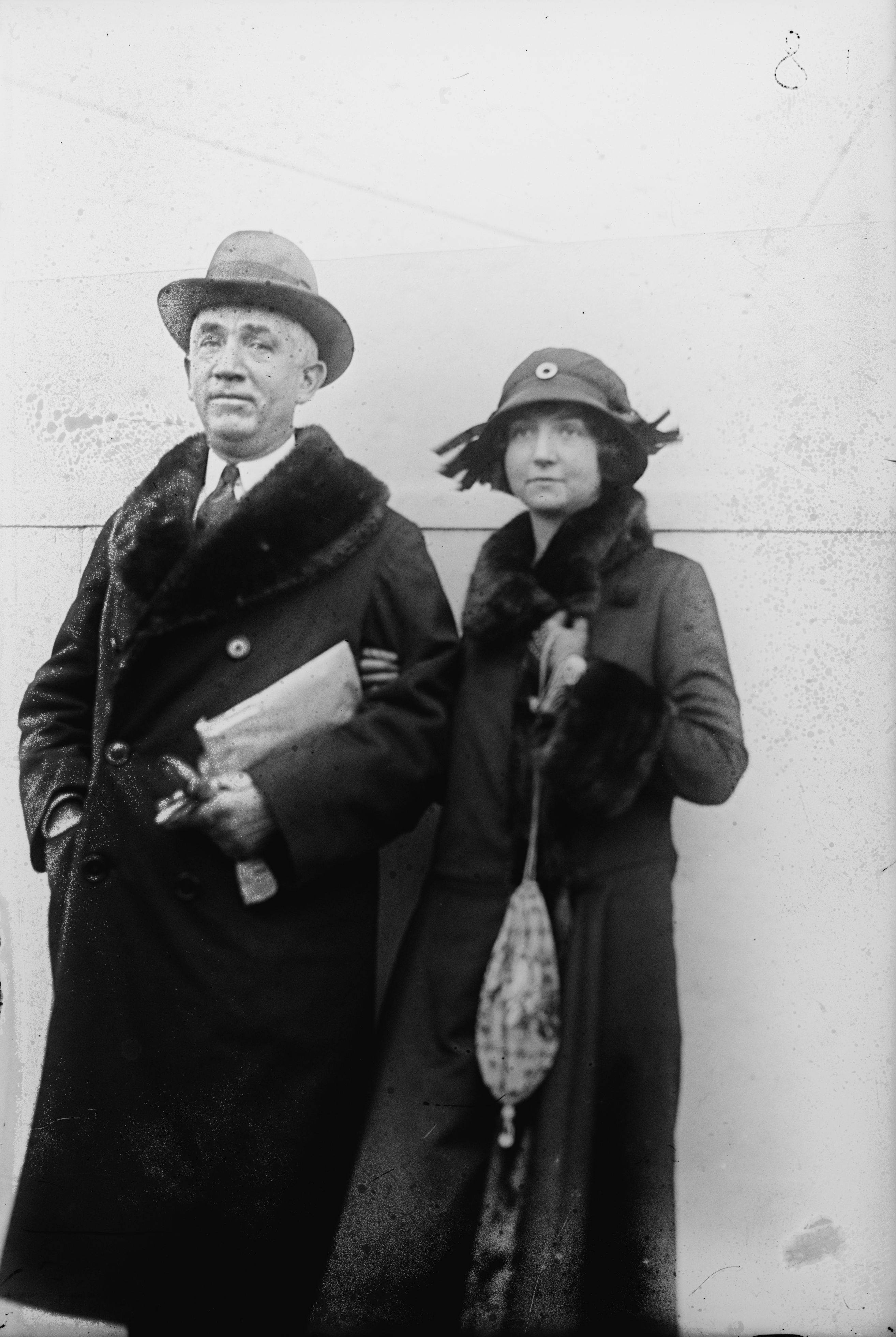
妻とともに

父親は18世紀前半にウェールズから入植した移民の子孫マクリン・ヘゼカイア・デイヴィス (McLin Hezekiah Davis, 1852-1898)、母親はクリスティーナ・リー・ショフナー (Christina Lee Shofner, 1854-1935) であった。デイヴィスはマッキー・パスケル (Mackie Paskell) と結婚した。